# Tillandsia myosura
Tillandsia myosura är en gräsväxtart som beskrevs av August Heinrich Rudolf Grisebach och John Gilbert Baker. Tillandsia myosura ingår i släktet Tillandsia och familjen Bromeliaceae. Inga underarter finns listade i Catalogue of Life.